# Bernhard III van Baden-Baden
Bernhard III van Baden-Baden (7 oktober 1474 - 29 juni 1536) was van 1515 tot 1533 mede-markgraaf van Baden en daarna van 1533 tot 1536 de eerste markgraaf van Baden-Baden. Hij behoorde tot het huis Baden.

## Levensloop
Bernhard III was de tweede zoon van markgraaf Christoffel I van Baden en Ottilia van Katzenelnbogen. Hij werd opgevoed aan het hof van keizer Maximiliaan I van het Heilige Roomse Rijk en trok later met zijn vriend Filips de Schone, de zoon van Maximiliaan, naar Spanje. Filips werd in 1504 namelijk tot koning van Spanje benoemd.
In 1515 trad zijn vader wegens gezondheidsproblemen af als markgraaf, waarna hij Bernhard III samen met zijn broers Ernst en Filips I het markgraafschap Baden begon te besturen. Nadat Filips in 1533 zonder mannelijke nakomelingen stierf, kregen Bernhard III en Ernst elk de helft van zijn bezittingen en verdeelden ze het markgraafschap Baden onderling. Hiermee werden er twee linies van heersers opgericht:
- de katholieke Bernhardijnse linie die Baden-Baden bestuurde
- de protestantse Ernestijnse linie die Baden-Durlach bestuurde

Op latere leeftijd bekeerde Bernhard III zich tot het protestantisme, waarmee hij de Reformatie in zijn markgraafschap introduceerde. In 1536 overleed hij.

## Huwelijk en nakomelingen
In 1535 huwde Bernhard III met Françoise van Luxemburg-Ligny (overleden in 1566), gravin van Brienne en Ligny en dochter van graaf Karel I van Ligny. Ze kregen twee zonen, waarvan een na de dood van Bernhard geboren werd:
- Filibert (1536-1569), markgraaf van Baden-Baden
- Christoffel II (1537-1575), vanaf 1556 markgraaf van Baden-Rodemachern

Daarnaast had Bernhard ook een hele reeks onwettige kinderen, waarvan er zes zonen (Bernhard, Filips, Johan, George, Caspar en Melchior) bekend zijn. In 1532 verklaarde keizer Karel V George, Caspar en Melchior als wettige zonen van Bernhard III, later gevolgd door Bernhard en Filips. Deze zonen konden echter geen aanspraak maken op de erfenis van hun vader, maar kregen na de dood van Bernhard III wel een alimentatie.